# آية ناكاهارا
آية ناكاهارا (باليابانية: 中原アヤ؛ بالكانا: なかはら アヤ) هي كاتبة سيناريو ومانغاكا يابانية، ولدت في 28 يوليو 1973 في أوساكا في اليابان.

## وصلات خارجية
- آية ناكاهارا على موقع IMDb (الإنجليزية)
- آية ناكاهارا على موقع ANN person (الإنجليزية)